# Allomogurnda nesolepis
Allomogurnda nesolepis är en fiskart som först beskrevs av Weber, 1907.  Allomogurnda nesolepis ingår i släktet Allomogurnda och familjen Eleotridae. Inga underarter finns listade i Catalogue of Life.